# 曹嶷
曹嶷（3世纪—323年），晋朝东莱郡牟平县（今山东省烟台市东南）人，西晋末年北方地方领袖。
晋惠帝永兴三年（306年），曹嶷跟随王弥起兵反抗西晋，担任左长史。晋怀帝永嘉二年（308年）兵败于晋，于是随王弥投靠汉赵皇帝刘渊。王弥表曹嶷为行安东将军，在青州向东攻略土地。从大梁率兵攻取东平郡、琅邪郡。永嘉五年（311年），在青州击败征东大将军苟晞，在广县筑坞堡，名为广固城（今山东省青州市西北）。取得山东郡县坞堡四十余所，在东阿、平阴攻略，聚众十余万，镇守临菑（今山东省淄博市东），临河设戍防。晋元帝建武元年（317年）归顺东晋，向琅邪王司马睿上表劝进。但他认为东晋朝廷距离太远，再次结好石勒，石勒任命他为东州大将军、青州牧，封为琅邪公。曹嶷遣使向石勒送钱，请以黄河为界，石勒同意了。晋明帝太宁元年（323年），石勒派遣石虎率领四万步骑东进，围攻广固，于是投降石虎，曹嶷在襄国（今河北省邢台市）被杀。